# Helodermine
Helodermine is een verbinding die geclassificeerd wordt tot de peptiden. De stof is voor het eerst gevonden in het gif van korsthagedissen (Helodermatidae) en heeft een bloeddrukverlagende werking.
De stof wordt onderzocht op verschillende medische toepassingen, het zou een rol kunnen spelen bij de behandeling van longkanker.